# Hjalmar Frisk
Hjalmar Frisk (Gotemburgo, 4 de agosto de 1900 - 1 de agosto de 1984), lingüista, etimólogo e indoeuropeísta sueco.

## Carrera
Es internacionalmente reconocido por numerosas publicaciones. Ya en 1927 realizó una traducción del documento histórico Periplus Maris Erythraei. Tal vez su obra más conocida sea el Griechisches Etymologisches Wörterbuch en 3 tomos (1954-1972).
Entre 1951 y 1966 fue rector de la Universidad de Gotemburgo. 